# Рустам Раза
Рустам Раза (араб. رستم رضا‎, фр. Roustam Raza, арм. Ռուստամ Ռազա-Խաչատուրյան Ռոստոմ; 1782, Тифлис, Картли-Кахетинское царство — 7 декабря 1845, Дурдан, Франция) — мамлюк, оруженосец и телохранитель императора Наполеона I. По национальности армянин.

## Биография
Как писал в своих воспоминаниях, родился в армянской семье, жившей в Грузии, и был назван «Ростам». Шестой ребёнок карабахского купца Рустама Унана (арм. Ռուստամ Հունան) и тифлисской армянки по имени Буджи-Вари. Когда ему было 2 года, семья вернулась в Армению (как пишет в воспоминаниях, «в Аперкан, маленький город в Армении, родной стране его отца»), а в 13-летнем возрасте, во время войны армян с персами, после того как его мать укрывалась в Шушинской крепости, был украден и продан в рабство. Турки дали ему имя «Иджахиа». Всего продавался семикратно.
В 1797 или 1798 году Рустама в Константинополе купил Сала-Бей, один из 24 наместников Египта, давший ему свободу и зачисливший в корпус кавалерии мамелюков. В Каире он подвергся обрезанию. После того как Наполеон взял столицу, разгневанный Чезар-Паша отравил Сала-Бея, и Рустам дезертировал, бродяжничая около месяца, и не выдавая, что он мамелюк. Затем в Каире он нанялся на службу к шейху Эль-Бекри, местному главнокомандующему и агенту французов. Сначала шейх относится к нему благосклонно, и даже обещает руку дочери, но потом начинает издеваться и угрожать. Наполеон просит мамелюка в качестве «подарка», и Рустам переходит к нему на службу в августе 1799 года.
В августе 1799 года 17-летний Рустам переходит на французскую службу и становится телохранителем первого консула, сопровождая его повсюду следующие 15 лет. Он «спал перед дверью в его комнату на походной кровати с ложем из ремней, прислуживал при трапезах и туалетах Императора. Облачённый в великолепные восточные костюмы, он придавал экзотический колорит двору Тюильри». Другим личным мамелюком Бонапарта был Луи Этьен Сен-Дени, прозваный Али (Saint-Denis, dit Aly), а до этого ещё один Али.
После отречения Наполеона в 1814 году, он собрался было следовать за ним на Эльбу, но оказался втянутым в неприятную историю: как он пишет в своих мемуарах, ходили слухи о том, что Бонапарт собирается застрелиться, и когда император попросил Рустама принести ему пистолет, Рустам испугался. На него давили придворные, говоря, что в случае самоубийства Наполеона Рустама обвинят в убийстве в пользу союзников, и он убежал домой к жене. Во время Ста дней он снова предложил свои услуги императору, но тот отказался.
После окончательной реставрации Бурбонов Рустам с женой ведут тихую жизнь мирных обывателей в парижском пригороде Дурдан (Dourdan). В 1840 году в традиционной одежде мамелюка принял участие в торжественной церемонии перенесения праха Наполеона. Умер в 1845 году.
Оставил мемуары о своем пребывании при дворе Наполеона: «Моя жизнь рядом с Наполеоном: Воспоминания мамлюка Рустама Раза, армянина», появились в печати в 1888 году («Revue retrospective», 8, с предисловием Фредерика Масона, известного историка, знатока наполеоновской эпохи). Они были переизданы в 1911 году под редакцией Поля Коттэна.

### Личная жизнь
В 1806 году женится на Александре Дувиль (Douville), дочери первого дворецкого императрицы Жозефины, причем император составил брачный контракт и взял на себя все расходы. Во время жизни в браке исповедовал католицизм.
Дети:
- Ахилл (Ашиль), умер в детстве;
- дочь, замужем за парижским судебным исполнителем Арманом Боннаром.

## В живописи

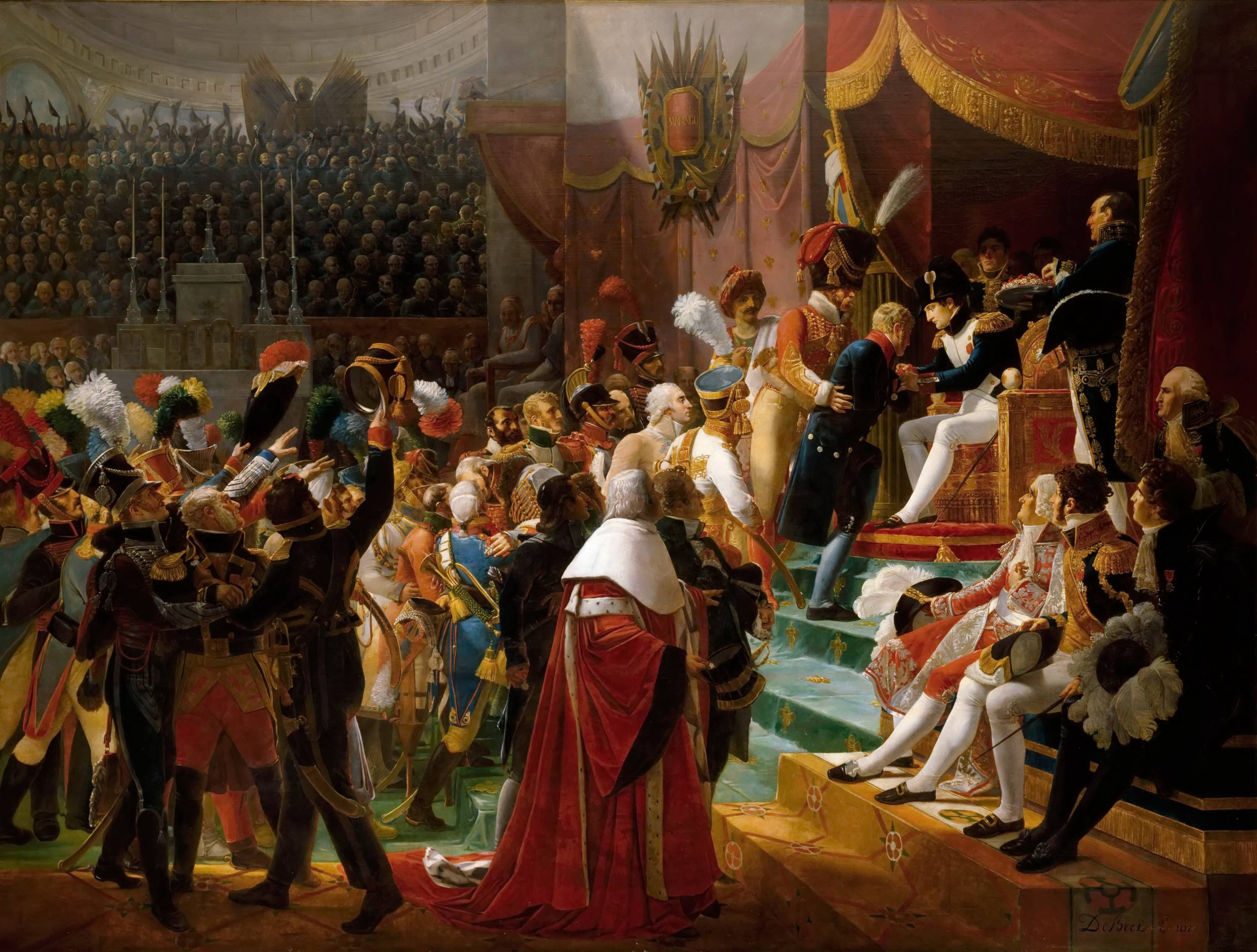
Картина Дебре.

На своих полотнах его рядом с императором изобразили мастера французской живописи, ученики Давида, Готеро, Жиродэ. Рустам всегда легко узнается по тюрбану.
- «Милосердие Наполеона к Мадмуазель Сен-Симон» (La Clémence de Napoléon envers Mademoiselle de Saint-Simon), картина Ж. О. Пажу
- «Первое награждение звездами ордена Почётного легиона 26 Мессидора» (Première distribution des étoiles de la Légion d’honneur en l'église des Invalides le 26 messidor an XII (15 juillet 1804)), картина Ж. Б. Дебре.
- Верещагин в «Египетском походе Бонапарта»

## В литературе
- Упоминается у Стендаля в «Жизни Наполеона»
- фигурирует также в романе «Тёмное дело» Бальзака, назвавшего его «знаменитым мамелюком».
- Орас Верне в «Истории Наполеона»
- Упоминается у Жюльетты Бенцони в серии «Марианна»
- Арутюн Амирханян. «Наполеон, каким его знал оруженосец и телохранитель Рустам», М. 2007. ISBN 978-5-93165-154-5. Исторический роман.
- Танит Ли, «Зелёные обои», СПб.: Азбука, 2008 г. ISBN 978-5-395-00219-8, рассказ. Рассказ повествует о пребывании Наполеона на острове Святой Елены. Рустам также присутствует при бывшем императоре.
- Упоминается в романе Льва Толстого «Война и мир» [источник не указан 1549 дней].
- Фигурирует под именем «Рустан» в романе «Рославлев или Русские в 1812 году» Михаила Загоскина.

## Образ в кино
- «Наполеон: путь к вершине» (Франция, Италия, 1955) — актёр Софьян Сиссе
- «Наполеон» (Франция , Канада , 2002)  — актёр Жаки Нерсесян

## Комментарии
1. ↑  Иногда, несмотря на прямые указания в его мемуарах («Я вернулся в армянский квартал и нашёл там много знакомых, меня встретила мать (…) Договорились, что армянских мальчиков увезут, а грузин оставят. Меня сочли за грузина и оставили с ним»), его записывают в грузины[3] и даже в кипчаки[4].
2. ↑  Часто встречается фраза, будто «шейх Эль-Векри подарил генералу Бонапарту превосходную арабскую лошадь и Рустама», на самом деле в своих воспоминаниях Рустам рассказывает об этом событии не как о подарке раба, а как о своём добровольном переходе с одной военной службы на другую, и совсем не упоминает о каких-либо лошадях.
3. ↑  Бонапарт вывез этого Али из Египта и подарил Жозефине. «Он был некрасивым, злым и опасным мамлюком». Под конец его послали лакеем в Фонтенбло. Император заменил его на Луи-Этьена Дени, рождённого в Версале, но которого тоже стали звать Али. Он сопровождал Бонапарта в оба изгнания — на Эльбу и на остров Св. Елены.